# مقاطعة أوين (إنديانا)
مقاطعة أوين (بالإنجليزية: Owen County, Indiana)‏ هي إحدى مقاطعات ولاية إنديانا في الولايات المتحدة. تأسست سنة 1819، بلغ عدد سكانها 21575 نسمة في عام 2010 حسب إحصاء مكتب تعداد الولايات المتحدة وتصل الكثافة السكانية فيها 21.63 نسمة/كم2.

## وصلات خارجية
- United States Counties